# Moritz Rinke

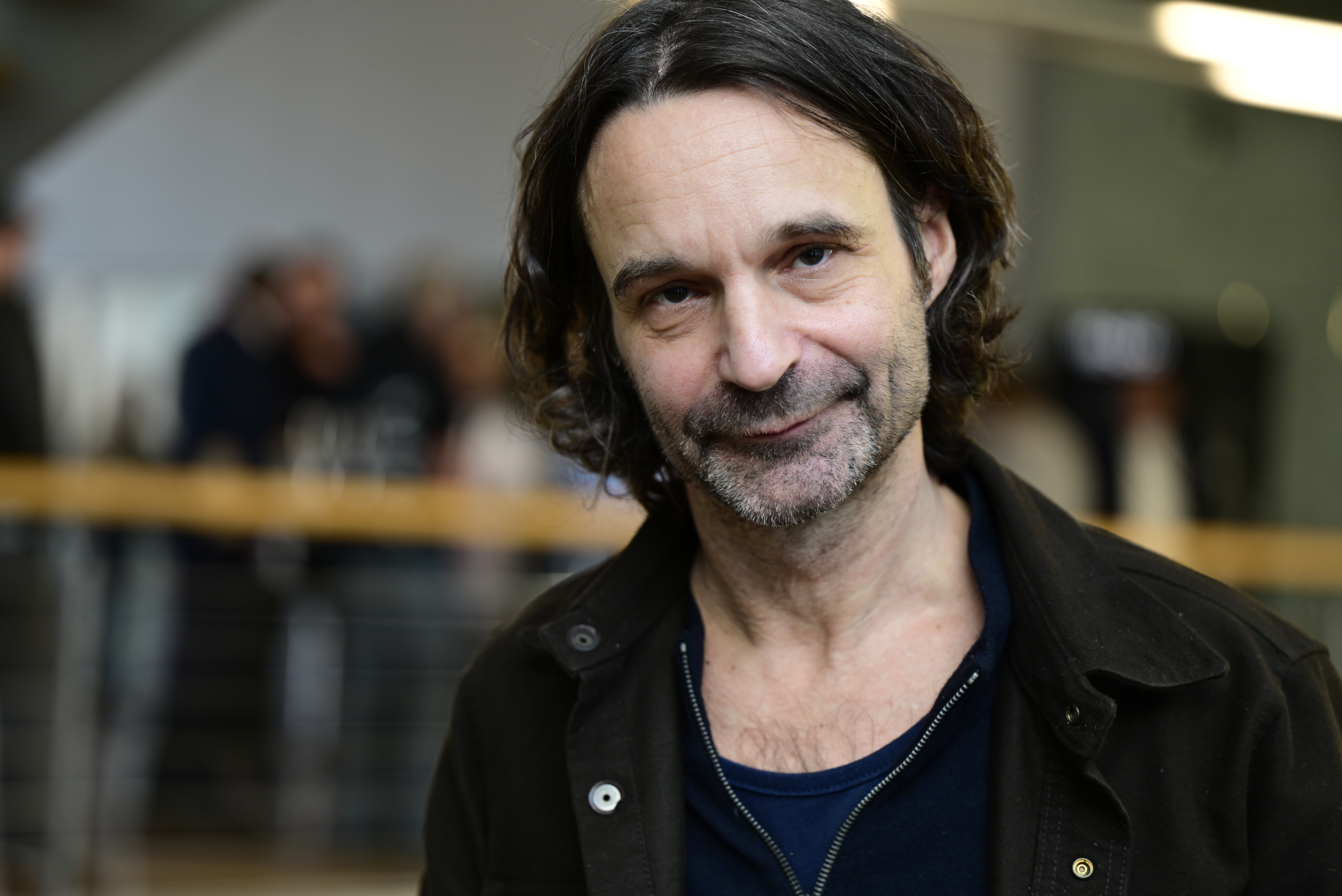
Moritz Rinke (2025)

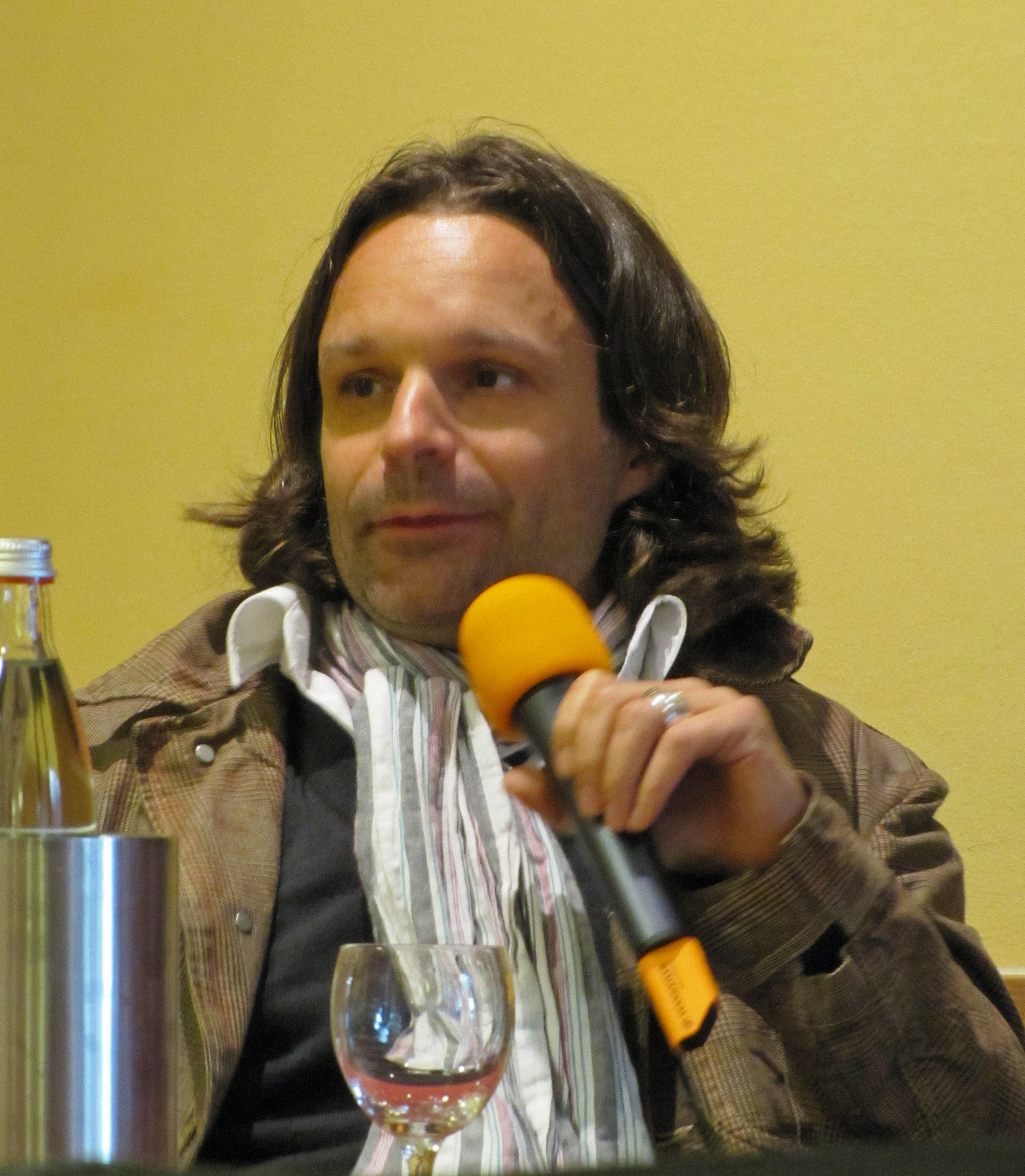
Moritz Rinke (2010)

Moritz Rinke (* 16. August 1967 in Worpswede bei Bremen) ist ein in Berlin lebender deutscher Dramatiker und Romanautor.

## Leben
Rinke studierte nach dem Besuch der Ottersberger Waldorfschule in Gießen bei Andrzej Wirth Angewandte Theaterwissenschaft und arbeitete danach für Zeitungen wie die Süddeutsche Zeitung, Frankfurter Allgemeine Zeitung, Die Zeit und Theater heute. Er erhielt als Redakteur bei der  Berliner Zeitung Der Tagesspiegel zweimal den Axel-Springer-Preis, einmal für seine Reportage Ein Tag mit Marlene und zum anderen für einen Bericht über die Love Parade im Jahre  1997. Seine Geschichten und Kolumnen erschienen 2001 in Der Blauwal im Kirschgarten. 1995 wurde mit Der graue Engel sein erstes Theaterstück veröffentlicht, das im Folgejahr im Schauspielhaus Zürich uraufgeführt wurde. Sein Bühnenstück Republik Vineta wurde 2001 zum besten deutschsprachigen Bühnenstück gewählt und 2006 verfilmt. Republik Vineta erschien einzeln bei rororo und in der Sammlung Trilogie der Verlorenen, die zudem Der Mann, der noch keiner Frau Blöße entdeckte, Männer und Frauen und Interviews enthält.
Rinke schrieb Die Nibelungen für die Nibelungenfestspiele Worms als zeitgerechte Neufassung des Nibelungenlieds, die 2002 und 2003 dort vor dem Südportal des Doms und in einer weiteren neuen Fassung, die in zwei Teilen 2006, 2007 und 2008 vor dem Nordportal aufgeführt wurde.
Rinke wurde 2003 mit seinem ersten Film (September, Regie: Max Färberböck), in dem er auch als Schauspieler debütierte, zu den Internationalen Filmfestspielen nach Cannes eingeladen. Das ZDF und arte strahlten 2008 einen Film mit und über Moritz Rinke mit dem Titel Mein Leben – Moritz Rinke aus.
Sein erster Roman, an dem er vier Jahre lang arbeitete, erschien 2010 unter dem Titel Der Mann, der durch das Jahrhundert fiel und weist autobiographische Züge auf. Er spielt in Rinkes Geburtsort, der Künstlerkolonie Worpswede, und setzt sich ironisch mit der NS-Vergangenheit des Ortes und deren Aufarbeitung auseinander. Das Buch stand wochenlang auf der Bestsellerliste. Sein zweiter Roman namens Der längste Tag im Leben des Pedro Fernández García erschien 2021 wiederum bei Kiepenheuer & Witsch. Er handelt von einem Postboten auf Lanzarote, der um seinen Sohn kämpft, sowie einem Familiengeheimnis aus dem Spanischen Bürgerkrieg.
Rinke ist aktives Mitglied der deutschen Autorennationalmannschaft (Autonama) und spielt dort als erfolgreichster Torjäger. Für diese Gruppe gab Rinke 2008 Fußballgeschichten unter dem Titel Titelkampf heraus. Zudem ist er Mitglied der Deutschen Akademie für Fußball-Kultur.
Im Sommersemester 2009 war Rinke Gastprofessor für Szenisches Schreiben am Deutschen Literaturinstitut Leipzig und nahm im Wintersemester 2013/2014 als Gastdozent an der Lesungsreihe „Deutsche Literatur der Gegenwart“ des Instituts für Germanistik und Vergleichende Literaturwissenschaft der Universität Paderborn teil.
Er ist Mitgründer des PEN Berlin.

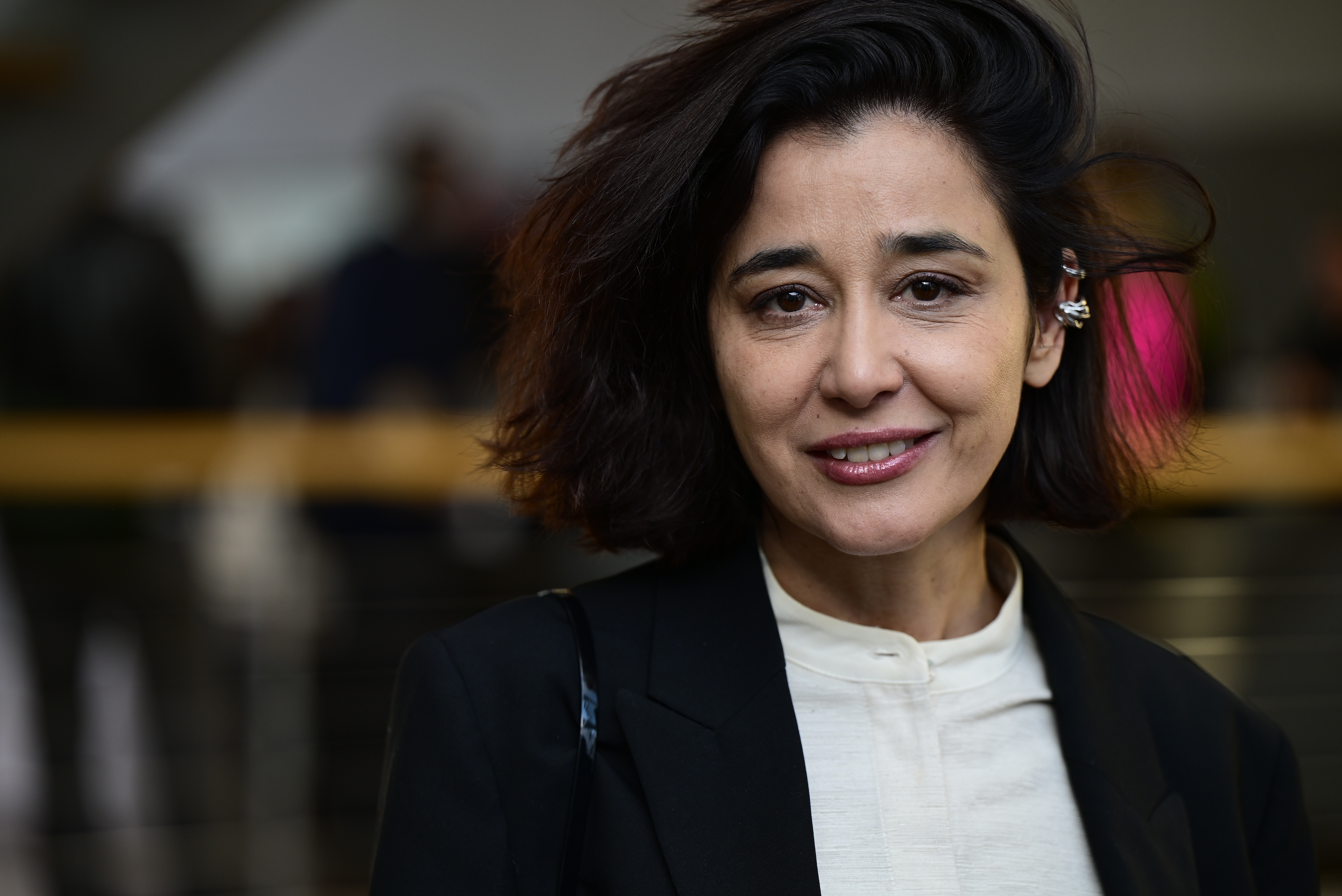
Eylem Özdemir-Rinke (2025)

Moritz Rinke lebt als freier Autor in Berlin. Er ist seit 2013 mit der Türkin Eylem Özdemir-Rinke verheiratet und hat einen Sohn und eine Tochter. 2024 eröffnete er gemeinsam mit seiner Frau die Müsterek Meyhane in Berlin.

## Werke
- Der graue Engel (1995) – Uraufführung 1996 am Schauspielhaus Zürich
- An die Berlinerin (1998)
- Der Mann, der noch keiner Frau Blöße entdeckte (1999) – Uraufführung am Staatstheater Stuttgart
- Männer und Frauen (1999) – Uraufführung am Staatsschauspiel Hannover
- Das Stockholm-Syndrom (1999) – Uraufführung am Schauspiel Bonn
- Republik Vineta (2000) – Uraufführung am Thalia-Theater Hamburg
- Der Blauwal im Kirschgarten (2001), TB 2003, ISBN 978-3499234552.
- Two German Plays (2002)
- Trilogie der Verlorenen. Stücke (2002), Rowohlt Taschenbuch Verlag: Reinbek bei Hamburg 2002, ISBN 978-3499231940
- Die Nibelungen (2002) – Uraufführung bei den Nibelungenfestspielen, Rowohlt Taschenbuch Verlag 2002, ISBN 978-3499232022.
- Die Optimisten (2003) – Uraufführung am Schauspielhaus Bochum
- Das große Stolpern (2005), Kiepenheuer & Witsch 2005, ISBN 978-3462036282.
- Cafe Umberto (2005), über Arbeitslosigkeit – Uraufführung am Düsseldorfer Schauspielhaus, erschienen als überarbeitete und erweiterte Neuauflage, Rowohlt Taschenbuch Verlag: Reinbek beim Hamburg 2005, ISBN 978-3499241857.
- Die Nibelungen. Siegfrieds Frauen. Die letzten Tage von Burgund, erschienen als überarbeitete und erweiterte Neuauflage, Rowohlt Taschenbuch Verlag: Reinbek bei Hamburg 2007, ISBN 978-3499245145.
- Titelkampf. Fußballgeschichten der deutschen Autorennationalmannschaft, Suhrkamp, Frankfurt 2008, ISBN 978-3518459690.
- Der Mann, der durch das Jahrhundert fiel, Roman, Köln: Kiepenheuer & Witsch Verlag 2010, ISBN 978-3-462-04190-3.
- Also sprach Metzelder zu Mertesacker ... Lauter Liebeserklärungen an den Fußball (2012), Kiepenheuer & Witsch Verlag: Köln 2012, ISBN 978-3-462-04401-0.
- Wir lieben und wissen nichts (2012) – Uraufführung am Schauspiel Frankfurt
- Erinnerungen an die Gegenwart (2014), Kiepenheuer & Witsch Verlag: Köln 2014, ISBN 978-3-462-04611-3.
- Westend (2018) – Uraufführung am Deutschen Theater Berlin
- Der längste Tag im Leben des Pedro Fernández García, Kiepenheuer & Witsch, Köln 2021, ISBN 978-3-462-05452-1.
- Unser kompliziertes Leben, Kiepenheuer & Witsch, Köln 2023, ISBN 978-3-462-00192-1.

### Audioproduktionen nach Werken von Rinke
- 2003: Die Nibelungen, NDR, Regie: Leonhard Koppelmann
- 2015: Wir lieben und wissen nichts, Deutschlandradio Kultur, Regie: Alice Elstner
- 2020: Westend, MDR, Regie: Stefan Kanis

## Auszeichnungen
- 1995: Axel-Springer-Preis
- 1997: Liechtenstein-Preis des PEN-Club Liechtenstein
- 1998: Axel-Springer-Preis
- 2001: Stück des Jahres in der Kritikerumfrage von Theater heute: Republik Vineta
- 2002: Inselschreiber
- 2019: Stipendium der Berliner Senatsverwaltung für Kultur und Europa[11]
- 2024: Ben-Witter-Preis[12]